# 복대동
복대동(福臺洞)은 대한민국 충청북도 청주시 흥덕구에 있는 동이다. 법정동이 복대동이며, 행정동은 복대1동과 복대2동으로 나뉜다.
복대1동은 하복대지구와 대농지구의 조성으로 인구가 증가했고, 일부 지역에는 송정동, 향정동과 함께 청주산업단지가 조성되어 있다. 대농지구에 현대백화점과 현재 청주시의 최고층 아파트인 지웰시티가 조성되어 있으며, 흥덕구청은 강내면에 위치한 신청사가 완공될 때까지 대농지구 부지에서 임시로 활용하고 있다.

## 교육 기관
- 청주고등학교
- 청주외국어고등학교

## 상업 시설
- 지웰시티몰
  - CGV 청주지웰시티
- 현대백화점 충청점

## 주거
| 단지명                 | 건설사           | 시행사       | 주소                           | 입주        | 비고 |
| ---------------------- | ---------------- | ------------ | ------------------------------ | ----------- | ---- |
| 세원테마빌             | 세원엔지니어링㈜ | ㈜세원건설   | 흥덕구 짐대로 14               | 2001년 12월 |      |
| 세원느티마을           | ㈜세원건설       | ㈜세원건설   | 흥덕구 진재로 67               | 1999년 9월  |      |
| 하복대 현대1차         | 현대산업개발     | 현대산업개발 | 흥덕구 대신로10번길 16-3       | 1999년 5월  |      |
| 하복대 현대2차         | 현대산업개발     | 현대산업개발 | 흥덕구 증안로 77               | 1999년 5월  |      |
| 하복대 벽산            | 벽산건설         | 벽산건설     | 흥덕구 짐대로 6                | 1999년 6월  |      |
| 하복대 두진백로        | ㈜두진공영       | ㈜두진공영   | 흥덕구 증안로 33               | 1999년 8월  |      |
| 하복대 삼일            | 삼일주택공사     | 삼일주택공사 | 흥덕구 증안로 108              | 1998년 11월 |      |
| 영조아름다운 나날 1차  | 영조주택㈜       | 영조주택㈜   | 흥덕구 증안로 21               | 2003년 10월 |      |
| 영조아름다운 나날 2차  | 영조주택㈜       | 영조주택㈜   | 흥덕구 증안로 100              | 2004년 11월 |      |
| 복대 금호어울림        | 금호산업         | 도움에셋㈜   | 흥덕구 대신로73번길 14 (1단지) | 2009년 2월  |      |
| 복대 금호어울림        | 금호산업         | 도움에셋㈜   | 흥덕구 대신로74번길 21 (2단지) | 2009년 2월  |      |
| 신영 지웰홈스          | 한라건설㈜       | ㈜신영       | 흥덕구 진재로103번길 37        | 2009년 12월 |      |
| 신영 지웰시티 1차      | 두산건설         | ㈜신영       | 흥덕구 대농로 17               | 2010년 6월  |      |
| 복대 두산위브 지웰시티 | 두산건설         | ㈜신영       | 흥덕구 대농로 55               | 2015년 6월  |      |

## 역사
- 1897년: 충청북도 청주군 서주내면 복대리
- 1914년: 충청북도 청주군 사주면 복대리
- 1963년: 사주면이 청주시로 편입되면서, 복대리가 가경리와 통합하여 충청북도 청주시 가경·복대동으로 개칭
- 1991년 9월 7일: 가경·복대동에서 복대1동과 복대2동이 분동하여, 복대2동이 충청북도 청주시 가경·복대2동으로 개칭
- 1994년 7월 1일: 가경·복대2동에서 가경동이 완전히 분동되어, 복대1동과 복대2동으로 구성.
- 1995년 1월 1일: 충청북도 청주시 흥덕구 복대동

## 기관
- 청주세무서
- 청주기상지청
- 복대119안전센터
- 서청주우체국
- 흥덕보건소
- 충북지방조달청